# 2021 en Israël
Chronologie d'Israël (en)
- 2017
- 2018
- 2019
- 2020
- 2021
- 2022
- 2023
- 2024
- 2025

Cette page concerne les évènements survenus en 2021 en Israël  :

## Évènement
- Protestations internationales à propos de la crise israélo-palestinienne (en)
- Réactions internationales à propos de la crise israélo-palestinienne (en)
- Tirs de roquettes palestiniens sur Israël (en)
- Poursuite du procès de Benjamin Netanyahu (en)
- 2020-2021 Manifestations contre Benjamin Netanyahu (en)
- 13 janvier : Frappes de missiles en Syrie
- à partir du 16 février : Marée noire en Israël
- mars : Dissolution de la faction parlementaire Yesh Atid–Telem (en).
- 23 mars : Élections législatives
- 30 avril : Bousculade du mont Méron
- avril-mai : Crise israélo-palestinienne, à l'occasion du mois de Ramadan (bilan : ~ 272 morts - Plus de 72 000 Palestiniens déplacés).
- 2 juin : Élection présidentielle
- 13 juin : Mise en place du gouvernement Bennett, à la suite des élections législatives.
- 15-19 août : Feux de forêts en Israël (en)
- 21 novembre : Fusillade à Jérusalem
- 16-22 décembre : Tempête Carmel (en)

## Sport
- Saison 2021 de l'équipe cycliste Israel Start-Up Nation
- Championnat d'Israël de football 2020-2021
- Championnat d'Israël de football 2021-2022
- Trophée des champions 2021 (football)
- Participation d'Israël aux Jeux olympiques d'été de Tokyo.
- Création du club de rugby à XV Tel Aviv Heat.
- Dissolution du club de football F.C. Daburiyya (en).

## Arts et culture
- Participation d'Israël au Concours Eurovision de la chanson
- 12 décembre : Organisation du concours de beauté Miss Univers à Eilat.

## Création
- Projet Nimbus

### Sortie de film
- Le Genou d'Ahed
- Où est Anne Frank !

## Décès
- Moshe Moskowitz (en), personnalité politique.
- Yitzchok Scheiner (en), rabbin.
- Dani Shmulevich-Rom, footballeur.
- Meshoulam David Soloveitchik, rabbin.
- Abraham J. Twerski, psychiatre et rabbin.